# Дадабаєв Рустам Аліжанович
Рустам Аліжанович Дадабаєв (нар. 27 листопада 1982) — узбецький футболіст, воротар.

## Життєпис
Вихованець клубу «Чиланзар» (Ташкент). У 2000—2001 році виступав у резервних командах ташкентського «Пахтакора».
2002 року грав за клуб другого дивізіону Росії «Селенга» (Улан-Уде), провів 4 матчі.
Повернувшись до Узбекистану, грав за клуби нижчих дивізіонів, у тому числі 2003 року — у першому дивізіоні за «Шуртан» (Гузар). У 2006 році став переможцем першого дивізіону Узбекистану у складі ташкентського «Курувчі», але після виходу клубу у вищий дивізіон втратив місце у складі.
У 2011 році перейшов до киргизького «Алая» (Ош), в якому провів наступні чотири сезони. Чемпіон (2013) та бронзовий призер (2012) чемпіонату Киргизстану, володар Кубку Киргизстану (2013). Виходив на поле у матчах Кубку АФК. За підсумками сезону 2011 року включений до символічної збірної легіонерів чемпіонату за версією ФФКР.
У 2015 році знову грав у першій лізі Узбекистану, цього разу за клуб «Актепа», з яким став срібним призером турніру.